# Jardin d’Éden

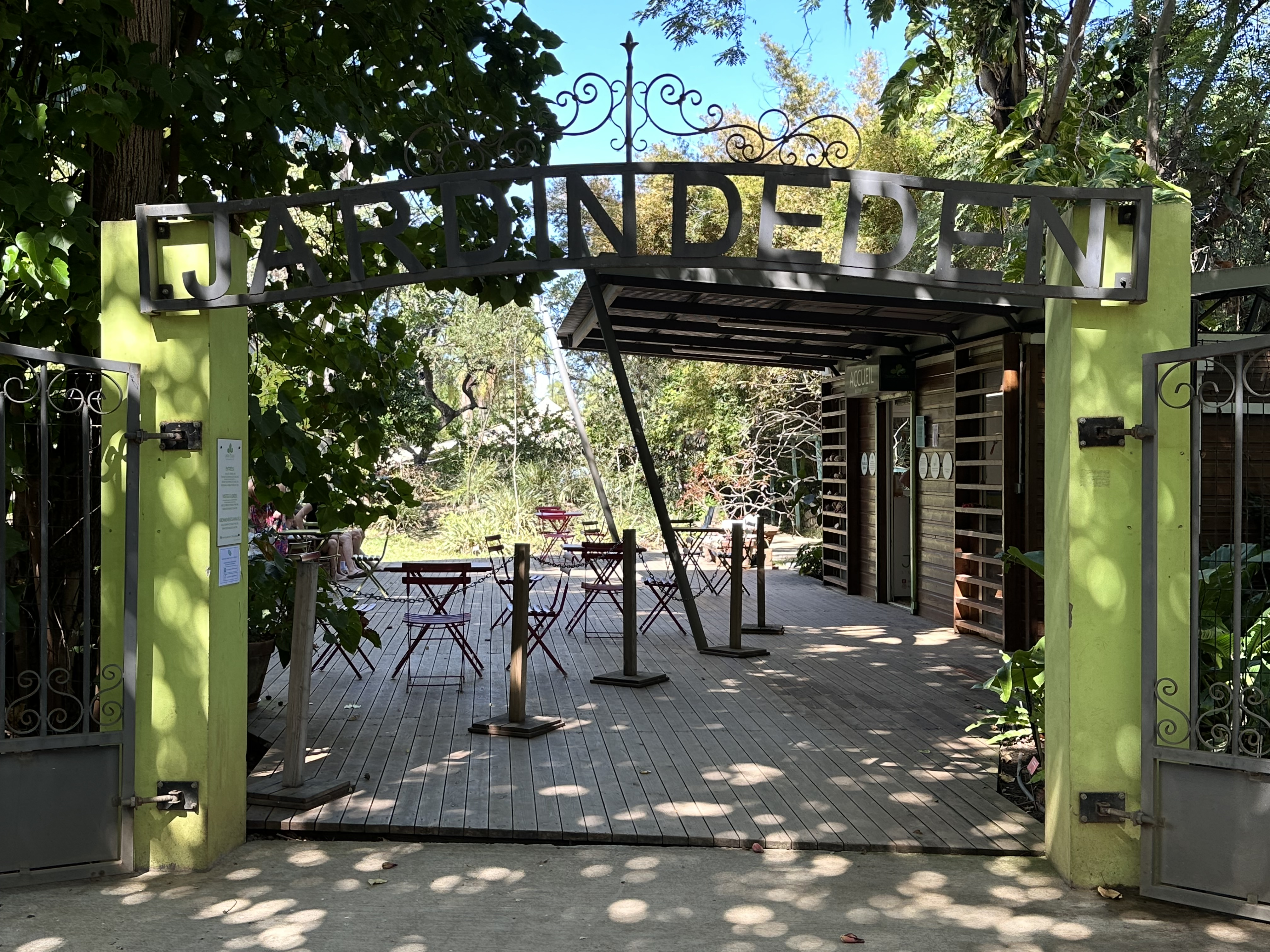
Eingang, 2024

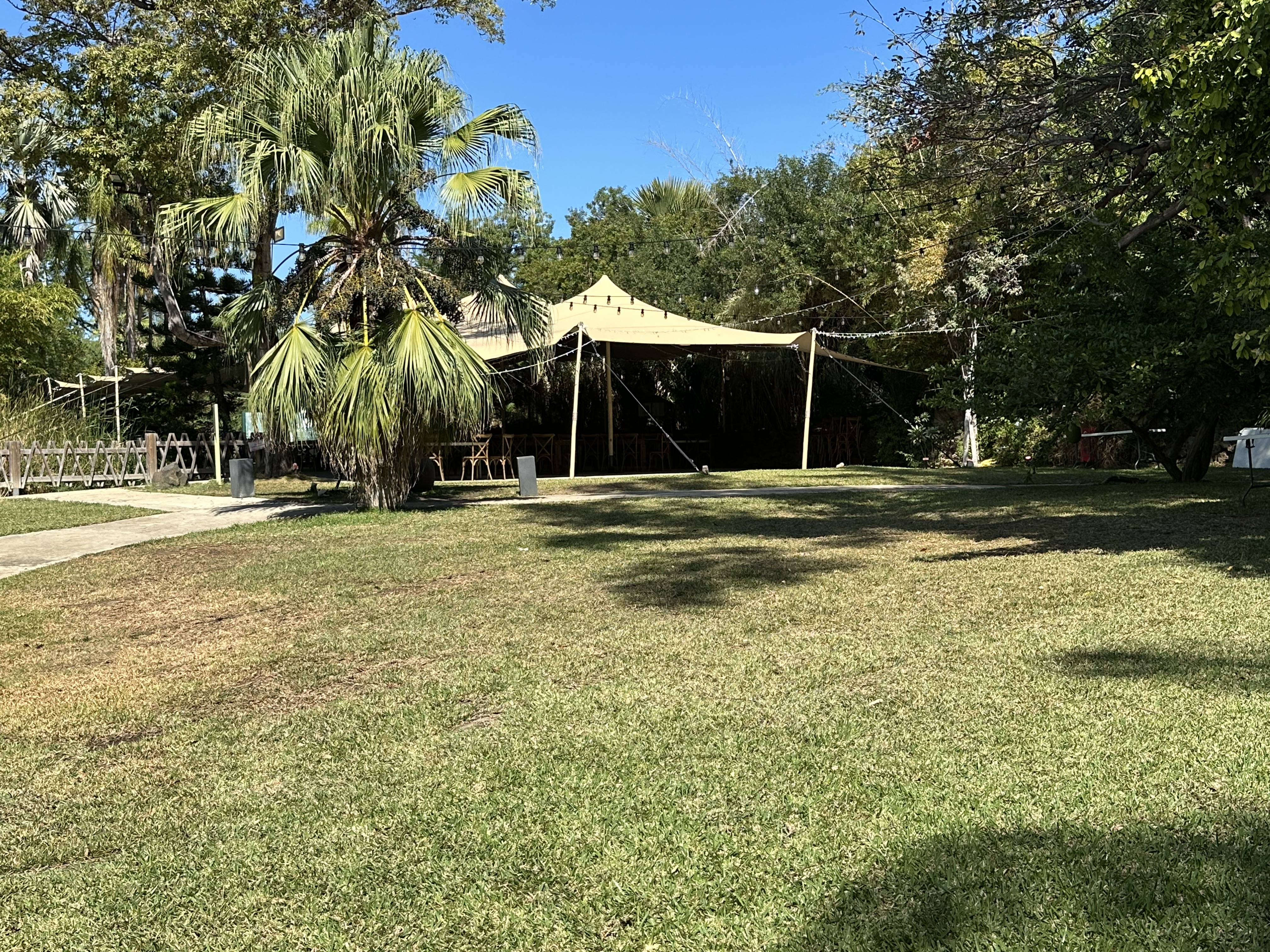
Veranstaltungsbereich

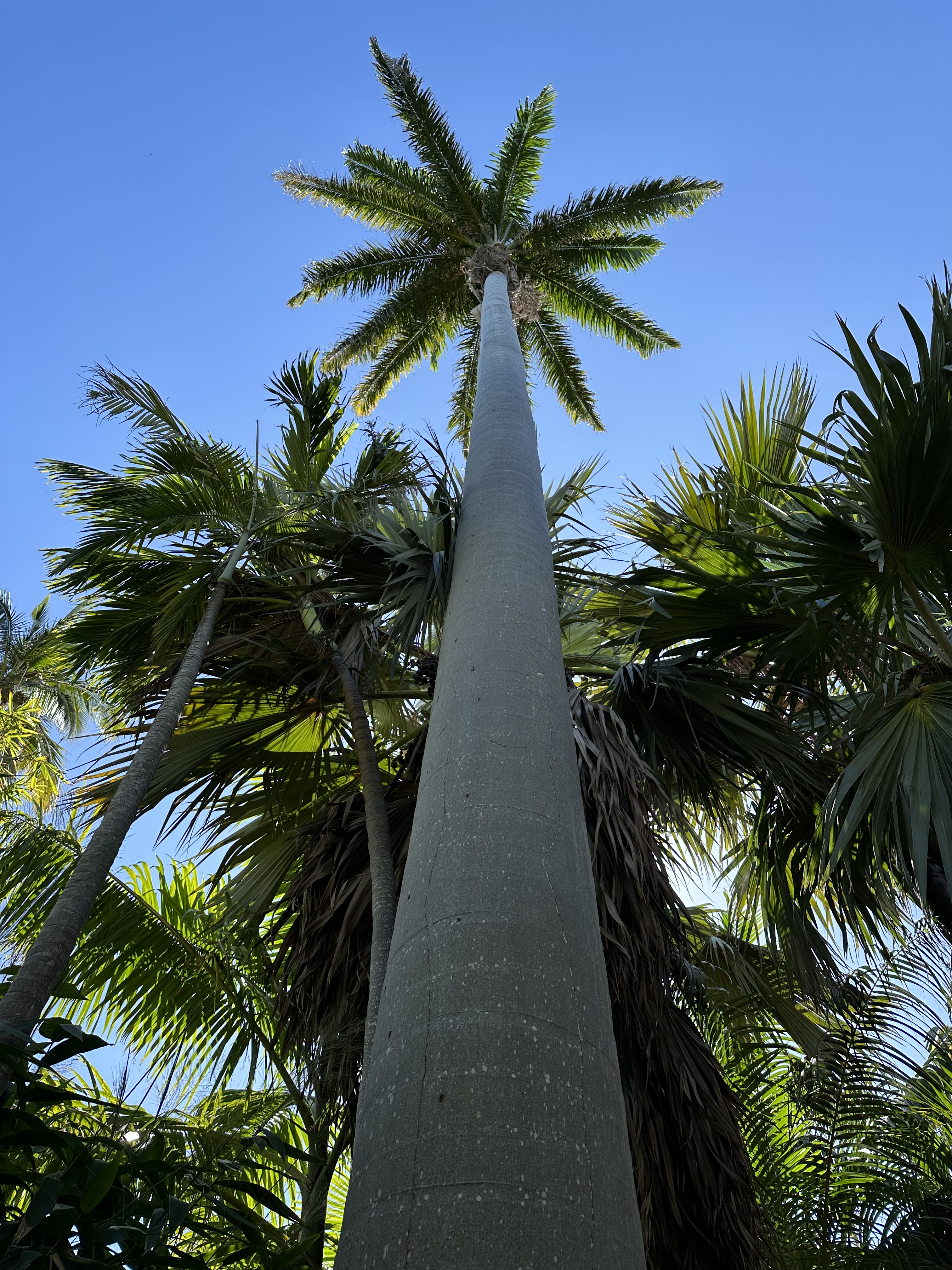
Palme im Botanischen Garten

Der Jardin d’Éden („Garten Eden“) ist ein Botanischer Garten im französischen Übersee-Département Réunion.

## Lage
Der Botanische Garten befindet sich auf der Westseite der Insel Réunion im Gebiet der Gemeinde Saint-Paul, östlich vom zu Saint-Gilles-les-Bains gehörenden L’Ermitage-les-Bains.

## Anlage und Geschichte
Gegründet wurde der Garten im Jahr 1991 durch den französischen Agraringenieur Philippe Kaufmann.
Der Garten umfasst auf einer Fläche von 2,5 Hektar etwa 400, nach anderen Angaben etwa 700, zum Teil auf Réunion endemischen Pflanzenarten und präsentiert die vielfältige Flora Réunions. Die Anlage ist in mehrere Bereiche unterteilt. So gibt es einen kreolischen Garten in dem sich ein kleiner Palmenhain sowie ein Gewürz-, Kräuter- und Heilpflanzengarten befindet. Ein altes Rumfass sowie ein Brunnen vervollständigen das Ambiente. In einem weiteren Bereich finden sich am Fuße eines Afrikanischen Affenbrotbaums Kakteen, Euphorbien, Aloen und Agaven, darunter auch die nur auf Réunion vorkommende Aloe macra.
Ein Wasserbereich bildet einen Lebensraum für die Flora von Feuchtgebieten. An ihn grenzt ein kleines Sumpfgebiet an. Dort wachsen Aronstab-Scheinbäume, Wildreis und Binsen. Ein weiterer Bereich ist Pflanzen vorbehalten, die zum Färben genutzt werden, so Eukalyptus, aus dessen Blättern ein Ockerfarbstoff gewonnen wird, aber auch Granatapfel, Kap-Bleiwurz, Kokospalme, Jujube-Baum und weitere. 
Ein weiterer Gartenteil befasst sich mit dem Anbau von Pflanzen als Lebensmittel. Dort befinden sich unter anderem die Seetraube, die rote Latanie und die Pfeilwurz. Außerdem besteht ein Bambushain mit etwa zehn Bambusarten. Hier lebt auch eine aus Madagaskar stammende Chamäleonart.
Außerdem gibt es einen Veranstaltungsraum sowie ein Café und einen Shop.